# 北海道道503号明倫幕別停車場線
北海道道503号明倫幕別停車場線（ほっかいどうどう503ごう めいりんまくべつていしゃじょうせん）は、北海道幕別町内を結ぶ一般道道（北海道道）である。

## 概要

### 路線データ
- 起点：北海道中川郡幕別町明倫（北海道道62号豊頃糠内芽室線交点）
- 終点：北海道中川郡幕別町本町（JR北海道 根室本線 幕別駅）
- 総延長：19.4km

## 歴史
- 1965年（昭和40年）3月26日 路線認定[1]。

## 路線状況

### 重複区間
幕別町
- 寿町 - 本町（北海道道15号幕別大樹線）
- 本町（北海道道260号幕別停車場線）

## 地理

### 通過する自治体
- 十勝総合振興局
  - 中川郡幕別町

### 主な接続道路
幕別町
- 北海道道62号豊頃糠内芽室線 - 明倫（起点）
- 北海道道15号幕別大樹線 - 寿町、本町（重複）
- 北海道道260号幕別停車場線 - 本町（重複）

### 沿線にある施設など
幕別町
- JR北海道根室本線幕別駅 - 本町